# Guy Dunlap
Guy Dunlap ist ein US-amerikanischer Pokerspieler. Er ist dreifacher Braceletgewinner der World Series of Poker.

## Pokerkarriere

### Werdegang
Seine erste Geldplatzierung bei einem Live-Pokerturnier erzielte Dunlap Mitte November 2009 in Pendleton im US-Bundesstaat Oregon. Dort verbuchte er im April 2011 beim Spring Poker Round-Up auch seinen ersten Turniersieg und erhielt den Hauptpreis von über 10.000 US-Dollar. Ende Mai 2013 war der Amerikaner erstmals bei der World Series of Poker (WSOP) im Rio All-Suite Hotel and Casino in Paradise am Las Vegas Strip erfolgreich und kam bei einem Turnier der Variante No Limit Hold’em in die Geldränge. Bei der WSOP 2016 erreichte er zweimal die bezahlten Plätze, bei der WSOP 2018 einmal. Seit vier Geldplatzierungen bei der WSOP 2019 erzielte Dunlap bis dato keine weitere Live-Geldplatzierung.
Bei der aufgrund der COVID-19-Pandemie ab Juli 2020 erstmals auf dem Onlinepokerraum WSOP.com ausgespielten World Series of Poker Online (WSOPO) gewann der Amerikaner unter seinem Nickname PhilLaak das High Roller in der Variante Pot Limit Omaha und wurde mit einem Bracelet sowie mehr als 130.000 US-Dollar prämiert. Bei der WSOPO 2023 sicherte er sich mit Siegen beim NLH Bounty und NLH Super Turbo als einer von fünf Spielern gleich zwei Bracelets und erhielt Siegprämien von rund 60.000 US-Dollar.
Insgesamt hat sich Dunlap mit Poker bei Live-Turnieren mehr als 100.000 US-Dollar erspielt.

### Braceletübersicht
Dunlap kam bei der WSOP 47-mal ins Geld und gewann drei Bracelets:
| Jahr   | Buy-in (in $) | Turnier                    | Teilnehmer | Preisgeld (in $) |
| ------ | ------------- | -------------------------- | ---------- | ---------------- |
| 2020 O | 1000          | WSOP.com – PLO 8-Max HR    | 663        | 133.780          |
| 2023 O | 1000          | WSOP.com – NLH Bounty      | 191        | 024.330          |
| 2023 O | 0500          | WSOP.com – NLH Super Turbo | 314        | 036.017          |